# Agaric
Agaricus
Genre
Espèces de rang inférieur
- Agaricus arvensis
- Agaricus bisporus
- Agaricus campestris
- Agaricus devoniensis
- Agaricus silvaticus
- Agaricus silvicola
- Agaricus xanthodermus

Les Agarics, aussi appelés Psalliotes, sont des champignons à lames basidiomycètes du genre Agaricus, appartenant à la famille des agaricacées. Il en existe de très nombreuses espèces, qui, pour la plupart, se ressemblent fortement. Certaines espèces sont comestibles, mais d'autres sont toxiques, comme l'agaric jaunissant (Agaricus xanthodermus). L'espèce la plus consommée est Agaricus bisporus, cultivé de façon industrielle en champignonnière sous le nom de champignon de Paris. Les espèces « sauvages » croissent de façon souvent abondante, dès les premières pluies de l'été, dans les prés et les taillis, parfois dans les bois clairs.

## Étymologie
Plusieurs origines du nom de genre Agaricus ont été proposées. Il provient peut-être de l'ancien pays Sarmates, où sont connus le peuple Agari (tribu des Agaragantes (en)), le promontoire Agarum et une rivière Agarus, tous situés sur la rive nord de la mer d'Azov, probablement, près de l'actuelle ville de Berdiansk (Ukraine),,.

A. de Théis écrivait en 1810 : 

« Comme la plupart de ces plantes croissent en Grèce, il est à croire que le nom d'Agaric n'exprime pas le lieu où on les trouvait, mais l'usage habituel qu'en faisaient les habitants d'Agarie. Les Sarmates ont de tout temps mangé un grand nombre d'espèces de champignons, même de celles qui parmi nous sont réputés vénéneuses. »

On note également le grec ἀγαρικόν / agarikón, « sorte de champignon ». Il y eut aussi un genre Agaricon [Tourn.] Adans.
Le mot Agaricus n'a cependant aucune parenté avec Agarum (nom de genre d'algues Phaeophyceae) dont l'étymologie est tout à fait différente.

## Caractéristiques

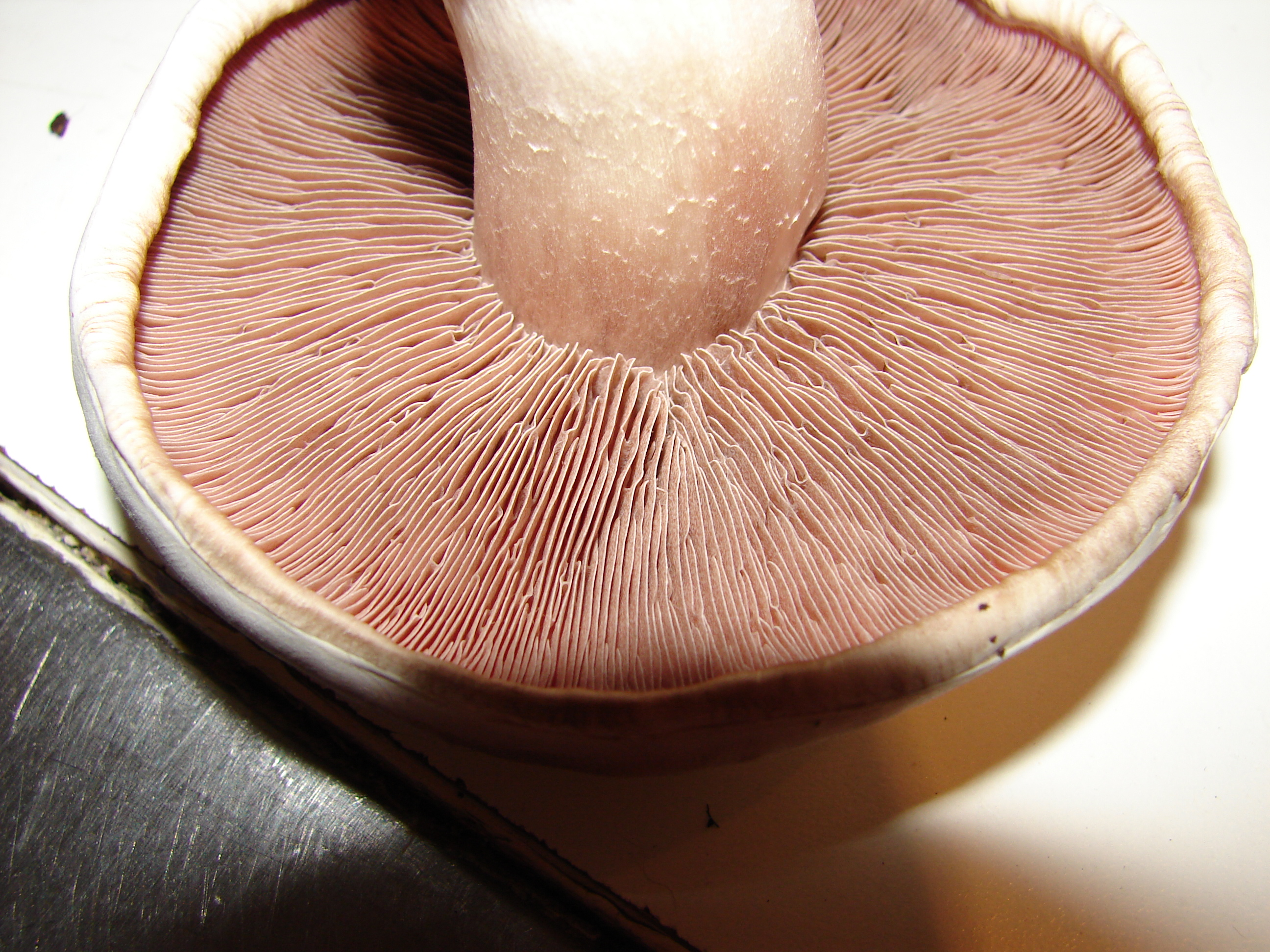
Les lamelles d'un champignon de Paris

Les agarics sont des champignons dont les lamelles, libres, sont roses lorsque le champignon est jeune, puis brun-noir à noires lorsqu'il vieillit.

La sporée visible sur les chapeaux inférieurs, est brune noirâtre ou noire.

Le chapeau, charnu, généralement lisse et blanc chez les exemplaires jeunes, se recouvre ensuite de fibrilles ou de squames de couleur ocrée à mesure qu'il s'ouvre.

Le pied est au départ rattaché au chapeau par un voile partiel, qui se transforme ensuite en anneau. Il peut facilement se séparer du chapeau. Il ne porte pas de volve, ce qui permet, entre autres caractéristiques, de distinguer les agarics des amanites blanches mortelles. Une confusion est également possible avec certaines petites lépiotes, mais ces dernières ont des lamelles et des spores blanches.

## Principales espèces

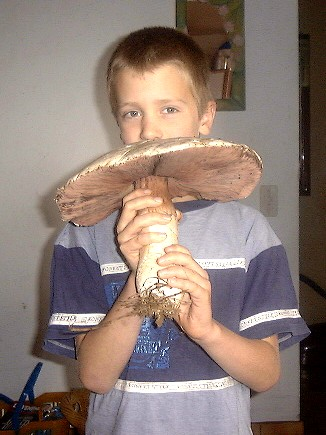
Boule de neige (Agaricus arvensis)

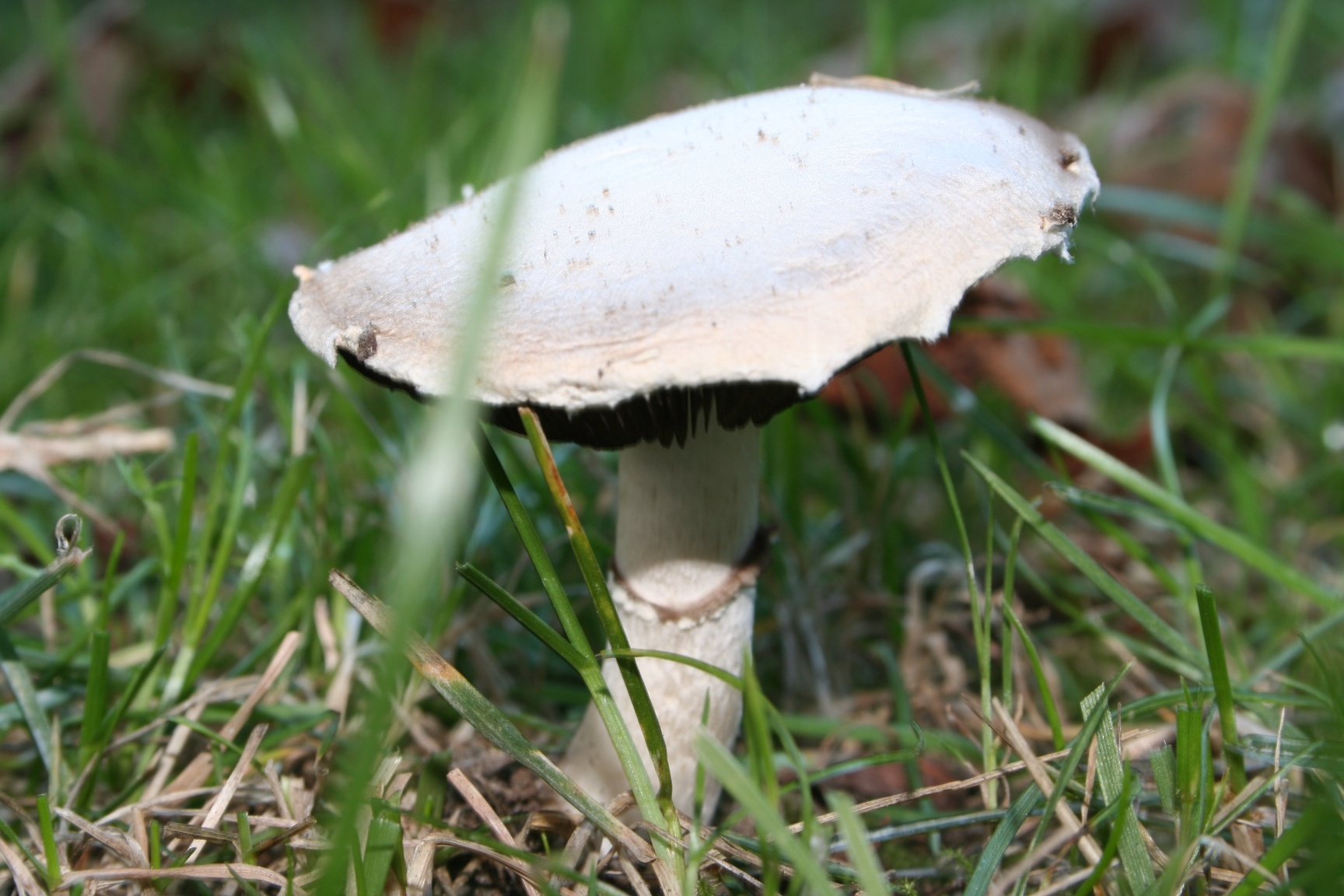
(Agaricus arvensis)

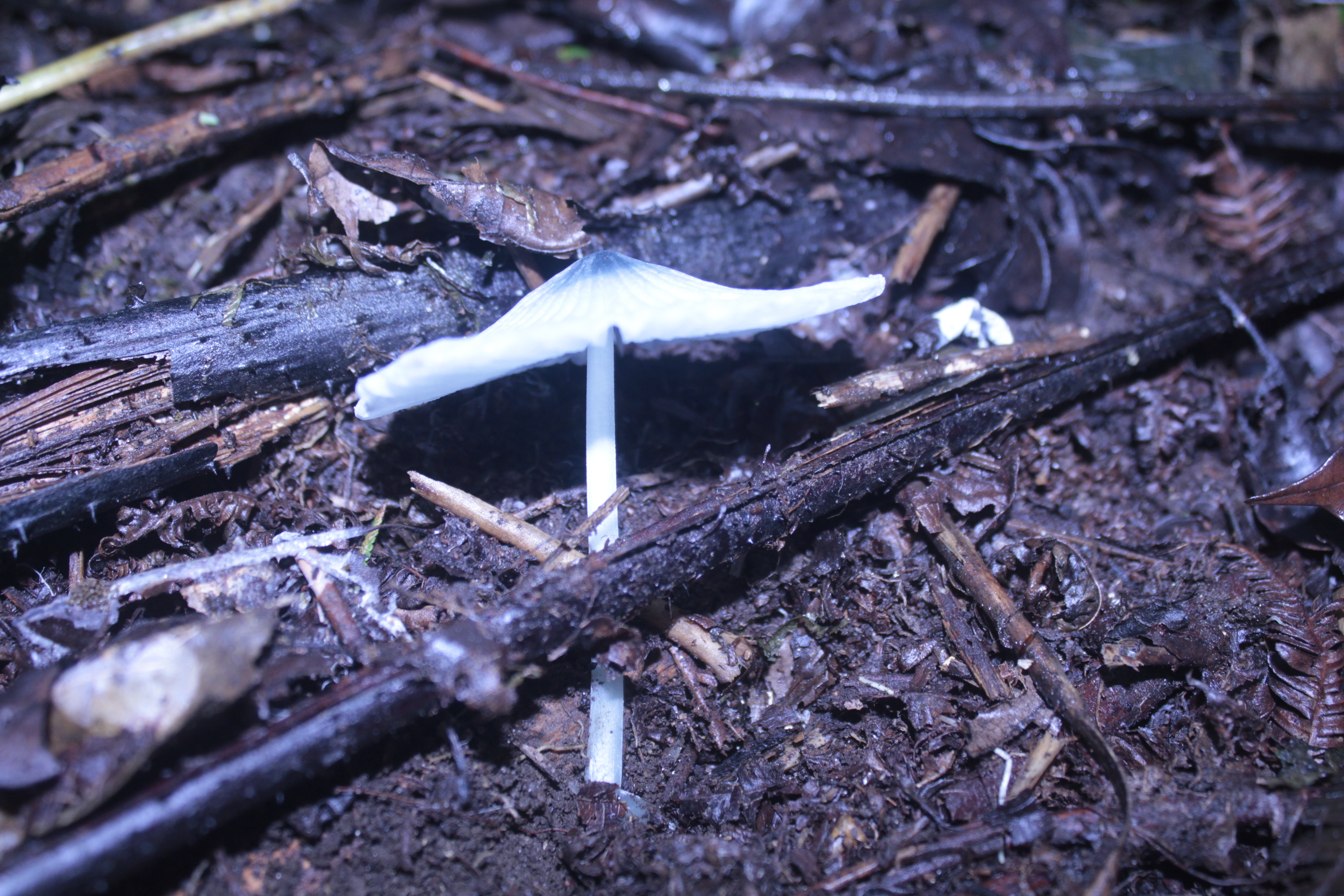
Agaricus sp., Parc national Mont Cameroun

- Agaricus arvensis : agaric des jachères. Parfois appelé boule de neige, c'est un des plus grands agarics, poussant dans les prairies et les endroits découverts. Son chapeau hémisphérique est généralement blanc. Il se distingue des espèces voisines par son odeur anisée assez prononcée et son anneau, dont le bas forme une sorte de roue d'engrenage.
- Agaricus bisporus : agaric bispore. Rare à l'état sauvage, il est cultivé sous le nom de champignon de Paris.
- Agaricus bitorquis : agaric des trottoirs. Connu pour percer le bitume des trottoirs urbains.
- Agaricus campestris : agaric champêtre, appelé aussi rosé des prés. Sans doute le meilleur de tous les agarics, il pousse en groupes importants dans les prés. Le chapeau est blanchâtre, généralement fibrilleux. Les lamelles sont rose vif puis brunes. On le reconnaît en outre à sa forte odeur fongique (odeur de champignon).
- Agaricus silvaticus : agaric sylvatique ou agaric des forêts. Rencontré essentiellement dans les forêts de conifères. Son chapeau est recouvert de nombreuses écailles brunes. Sa chair rosit fortement à la cassure ou au froissement. Forte odeur fongique. Excellent comestible.
- Agaricus silvicola : agaric sylvicole, appelé aussi boule de neige des bois. Comme son nom l'indique, cet agaric pousse dans les bois ou les forêts de feuillus. Assez semblable à A. arvensis, il a comme lui une forte odeur d'anis et d'amande (alcool benzylique, anisaldéhyde). Son chapeau est souvent nuancé de jaune. Très bon comestible (se méfier des risques de confusion avec les amanites blanches, et donc bien vérifier la couleur des lamelles et l'absence de volve).
- Agaricus xanthodermus : agaric jaunissant. Pourrait être confondu avec le précédent, mais son odeur de phénol, plutôt désagréable, n'évoque en rien l'anis. De plus, il jaunit fortement si on le frotte avec le dos de l'ongle. Il pousse surtout à la lisière des bois. Il contient des dérivés du phénol qui irritent le tube digestif (toxique).

## Histoire

### Biologie
Des études dites d'« estimations de l'horloge moléculaire » pour évaluer l'âge de séparation du genre Agaricus de ses plus proches parents biologiques, situent cette séparation entre 33 et 73 millions d'années.

### Médecine
L'agaric pouvait être un des multiples constituants de la thériaque de la pharmacopée maritime occidentale au XVIIIe siècle.

## Écologie
Les Agarics sont victimes de la voracité d'insectes mycophages, tels que Diaperis boleti, Ula macroptera.

## Consommation et risques associés
Presque tous les agarics sont comestibles (à quelques exceptions comme l'agaric jaunissant Agaricus xanthodermus), et d'excellente réputation culinaire.
Cependant : 
- certaines espèces peuvent être confondues avec des amanites toxiques ressemblantes (comme Amanita virosa), qui s'en distinguent cependant par le pied et quelques autres caractéristiques ;
- en région méditerranéenne, toutes les espèces d'agarics comestibles prélevés dans la nature sont (avec aussi Russula vesca ou Calvatia gigantea) les champignons qui bioaccumulent les deux métaux hautement toxiques que sont le cadmium (Cd) et le plomb (Pb) ; dans la plupart des cas, quand ils sont sauvages, les agarics présentent des taux de ces deux métaux lourds supérieurs aux limites de l'UE pour les champignons cultivés. Mais quand ils sont cultivés sur des substrats propres, leurs cultures commerciales produisent des champignons dont le taux de ces métaux respectent les limites de l'UE pour les champignons cultivés[11].

## Taxonomie

### Liste d'espèces du genreAgaricus

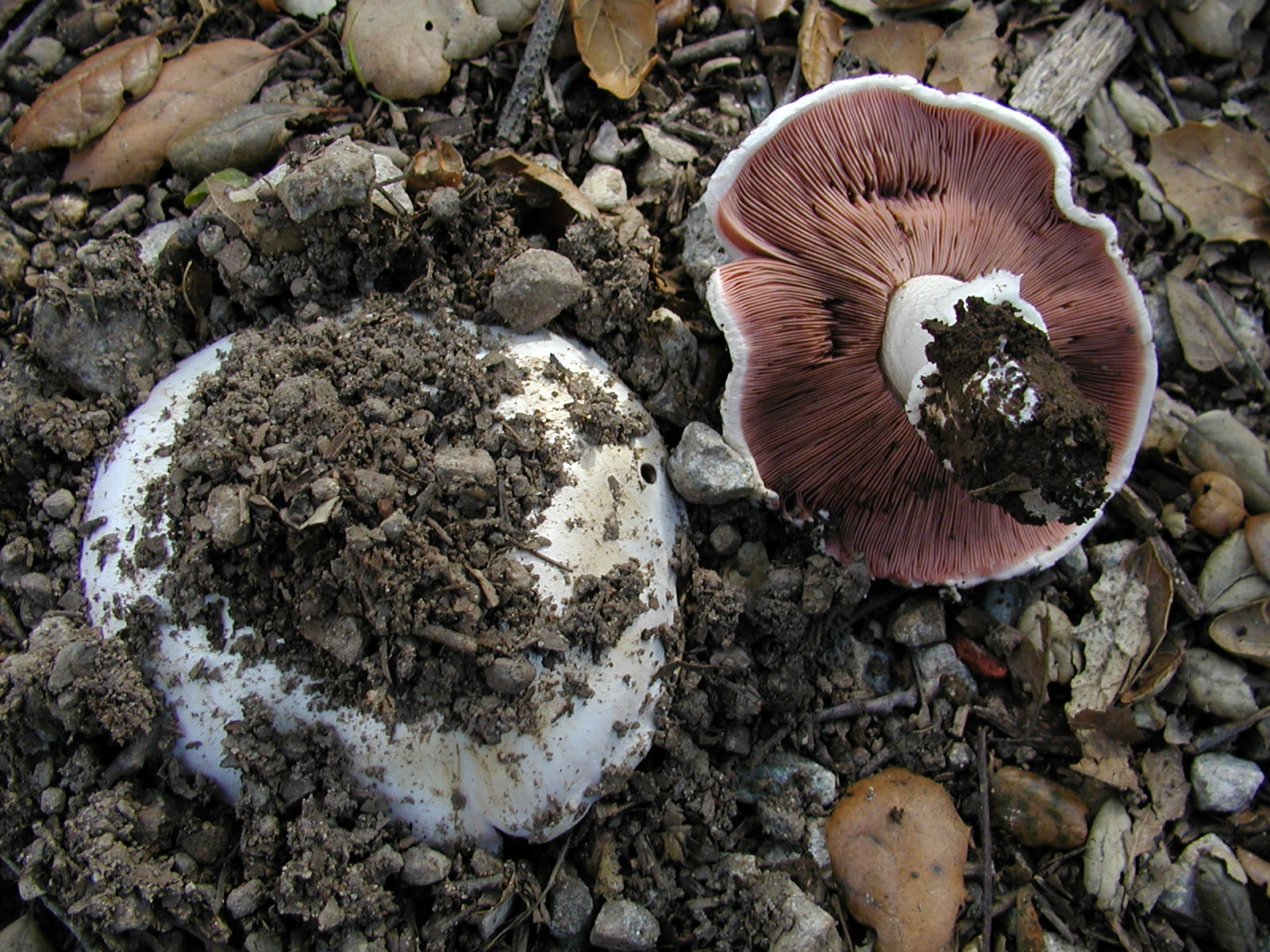
Agaricus bitorquis

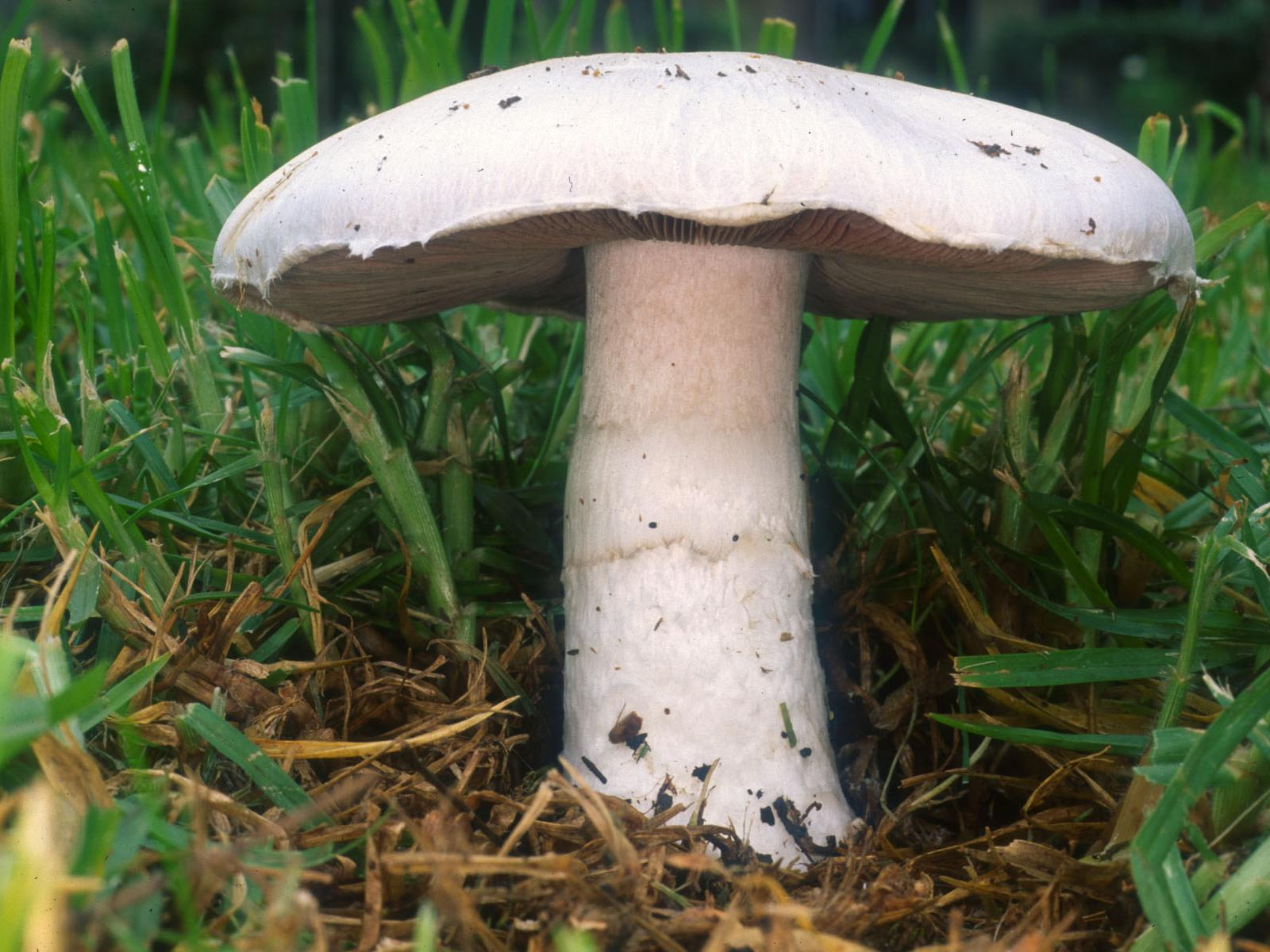
Agaric des champs Agaricus campestris

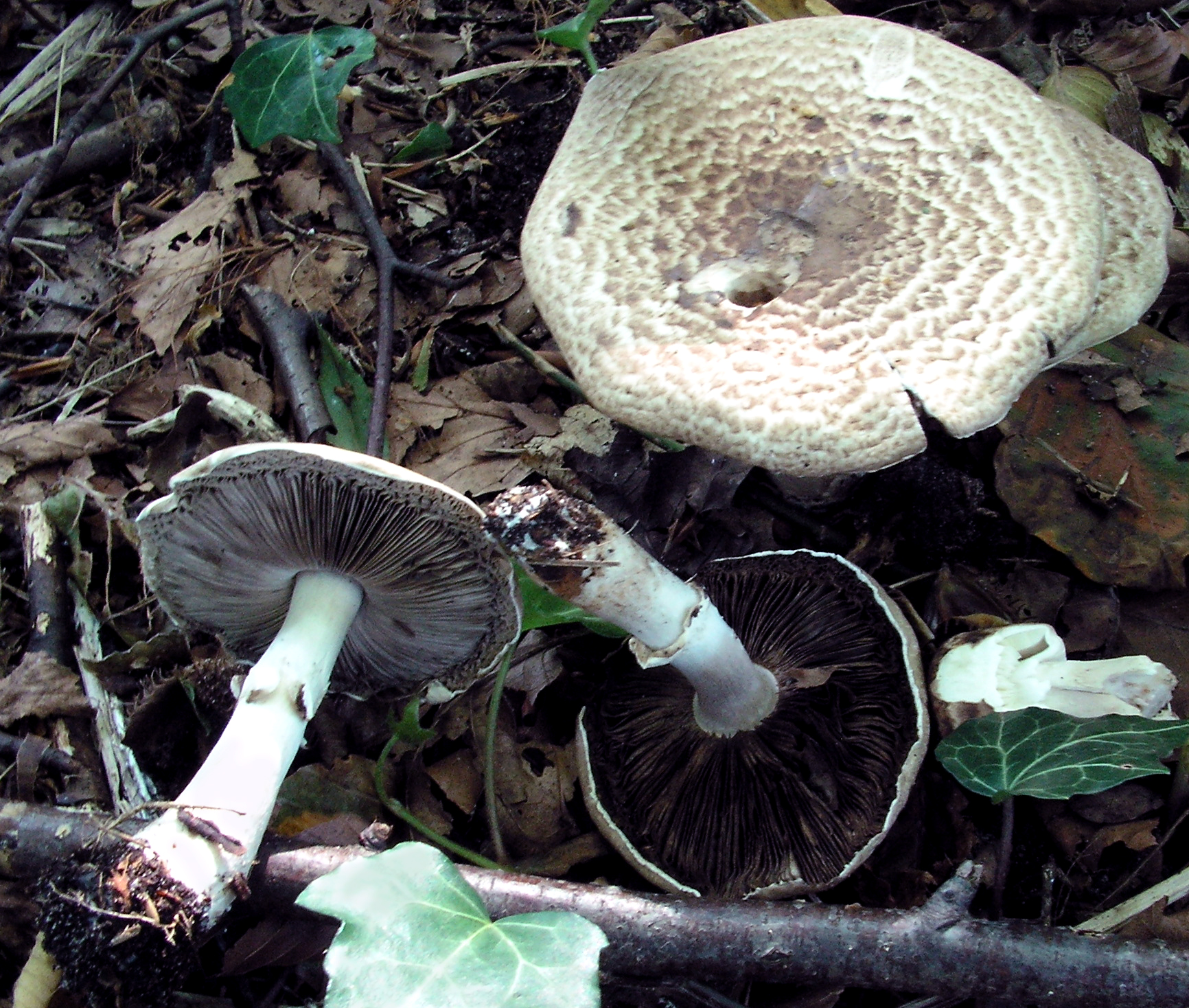
Agaricus impudicus

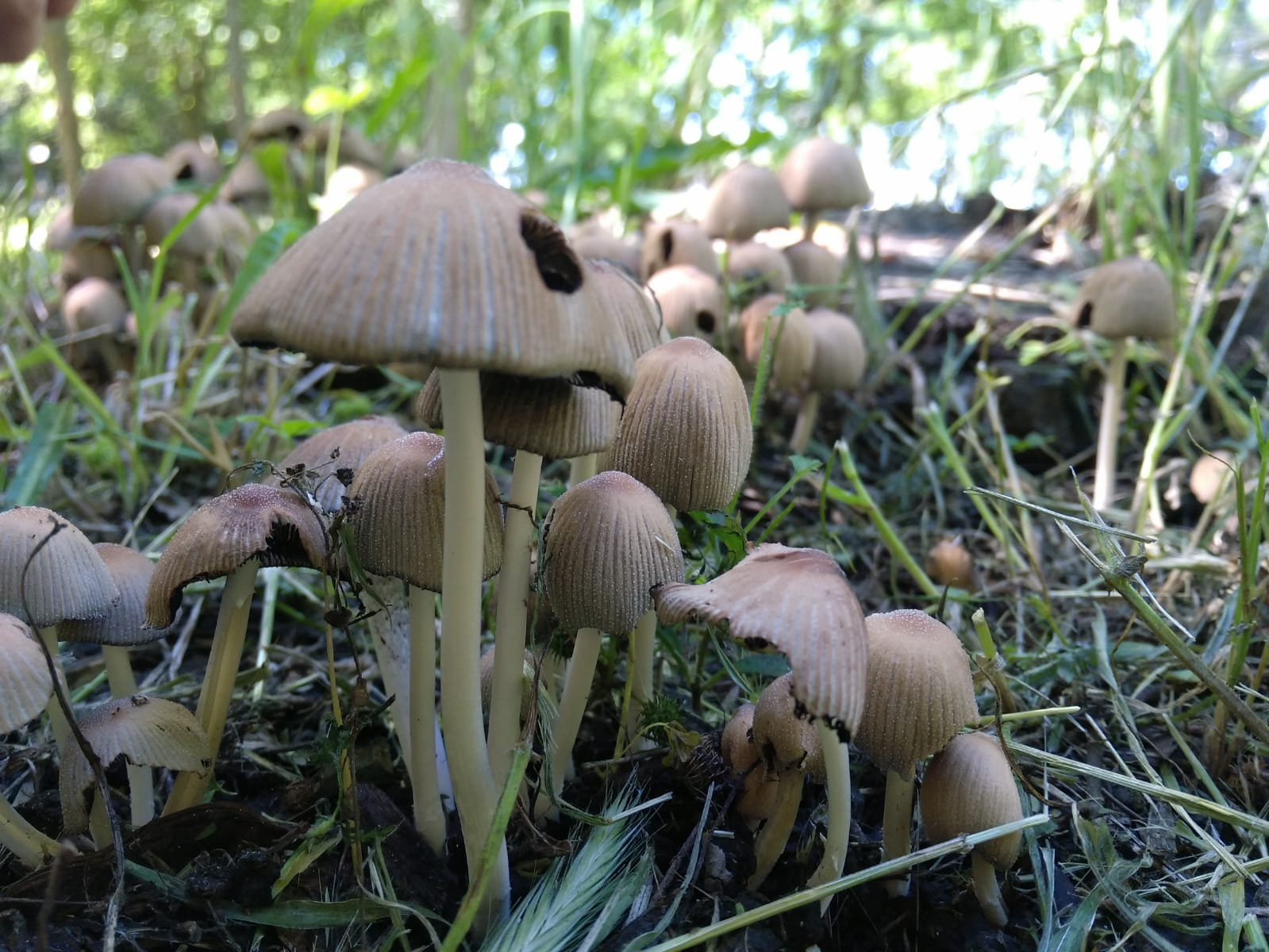
Coprinellus micaceus

- Agaricus agrinferus Kerrigan & Callac 2008
- Agaricus albolutescens Zeller, 1938
- Agaricus aestivalis Pilat, 1951
- Agaricus aff. benesii
- Agaricus annae[12]
- Agaricus alabamensis[13]
- Agaricus albertii Bon, 1988
- Agaricus altipes
- Agaricus amicosus
- Agaricus arcticus
- Agaricus argenteus
- Agaricus argentinus[14]
- Agaricus aristocratus
- Agaricus arorae
- Agaricus arvensis (agaric des jachères)
- Agaricus augustus (agaric auguste)
- Agaricus benesii
- Agaricus bernardii
- Agaricus bisporus (champignon de Paris)
- Agaricus bitorquis
- Agaricus bohusii
- Agaricus bresadolanus
- Agaricus californicus[15]
- Agaricus campbellensis[16]
- Agaricus campestris (agaric champêtre ou rosé des prés)
- Agaricus cellaris
- Agaricus chartaceus[17]
- Agaricus chionodermus[12]
- Agaricus chlamydopus
- Agaricus collegarum
- Agaricus comtuliformis[13]
- Agaricus comtulus
- Agaricus cretacellus
- Agaricus cretaceus
- Agaricus crocodilinus
- Agaricus cupreobrunneus
- Agaricus cupressophilus Kerrigan 2008
- Agaricus depauperatus
- Agaricus deserticola (agaric gastéroïde)
- Agaricus devoniensis
- Agaricus diminutivus
- Agaricus dulcidulus (Rosy Wood Mushroom)
- Agaricus eburneocanus[17]
- Agaricus endoxanthus[18]
- Agaricus erthyrosarx[17]
- Agaricus essettei
- Agaricus excellens
- Agaricus fissuratus
- Agaricus freirei
- Agaricus fuscofibrillosus
- Agaricus fuscovelatus
- Agaricus geesterani syn. Allopsalliota geesterani
- Agaricus floridanus
- Agaricus haemorrhoidarius
- Agaricus halophilus
- Agaricus hondensis
- Agaricus hortensis
- Agaricus huijsmanii Courtec. 2008
- Agaricus inilleasper[17]
- Agaricus impudicus
- Agaricus inapertus
- Agaricus koelerionensis
- Agaricus lacrymabunda
- Agaricus langei
- Agaricus lanipes
- Agaricus laskibarii[19]
- Agaricus leucotrichus
- Agaricus lilaceps (Cypress Agaricus)
- Agaricus litoralis
- Agaricus ludovici[20]
- Agaricus luteomaculatus
- Agaricus maclovianus[21]
- Agaricus macrocarpus
- Agaricus macrolepis (Pilát & Pouzar) Boisselet & Courtec. 2008
- Agaricus macrosporus
- Agaricus magni
- Agaricus maleolens
- Agaricus medio-fuscus
- Agaricus meleagris
- Agaricus menieri
- Agaricus micromegathus
- Agaricus minimus
- Agaricus moelleri (Inky Mushroom)
- Agaricus niveolutescens
- Agaricus nivescens
- Agaricus osecanus
- Agaricus pachydermus[17]
- Agaricus pampeanus
- Agaricus parvitigrinus[22]
- Agaricus pattersonae
- Agaricus perobscurus
- Agaricus perrarus
- Agaricus pilatianus
- Agaricus pilosporus
- Agaricus placomyces
- Agaricus pocillator
- Agaricus porphyrizon
- Agaricus porphyrocephalus
- Agaricus praerimosus
- Agaricus pratensis
- Agaricus pseudopratensis
- Agaricus purpurellus
- Agaricus radicatus
- Agaricus romagnesii
- Agaricus rosalamellatus[23]
- Agaricus rotalis
- Agaricus rubellus
- Agaricus rusiophyllus
- Agaricus semotus
- Agaricus silvaticus
- Agaricus silvicola (agaric des bois) Peck, 1872
- Agaricus smithii
- Agaricus solidipes
- Agaricus spissicaulis
- Agaricus stigmaticus Courtec. 2008
- Agaricus stramineus
- Agaricus subantarcticus[16]
- Agaricus subfloccosus
- Agaricus subperonatus
- Agaricus subrufescens (agaric royal)
- Agaricus subrutilescens (Wine-colored Agaricus)
- Agaricus subsaharianus L.A.Parra, Hama & De Kesel 2010
- Agaricus subsubensis Kerrigan 2008
- Agaricus tlaxcalensis Callac & G. Mata 2008
- Agaricus urinascens
- Agaricus vaporarius
- Agaricus variegans
- Agaricus valdiviae[24],[25]
- Agaricus xanthodermulus [22]
- Agaricus xanthodermus (Agaric jaunissant)
- Agaricus xantholepis [26]

## Dans la culture
Des agarics sont représentés sur une fresque aztèque représentant Tlalocan, le paradis de Tlaloc, le dieu de la pluie. Elle se trouve dans le palais de Tepantitla à Teotihuacan.

## Illustrations

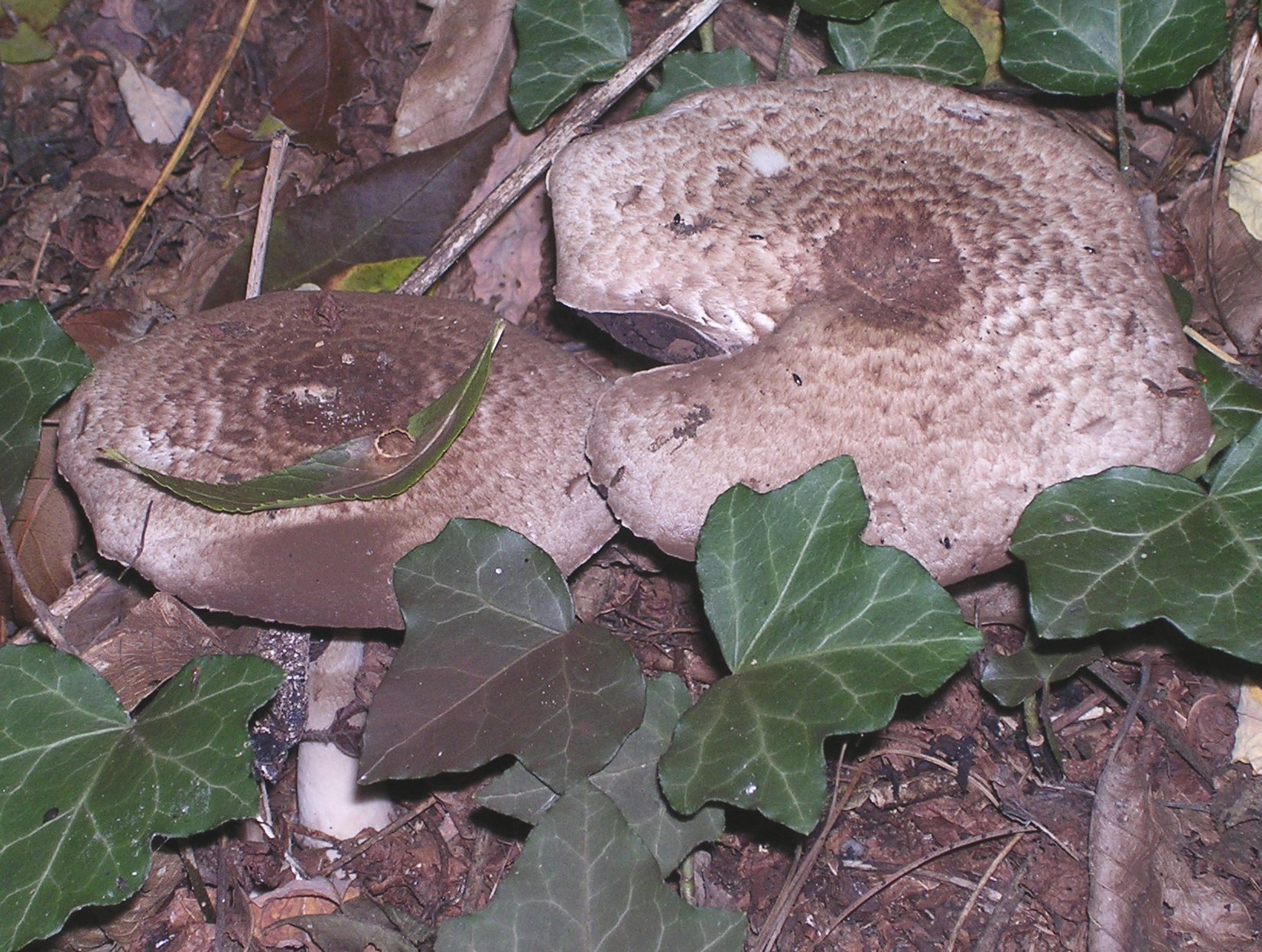
Agaricus perobscurus
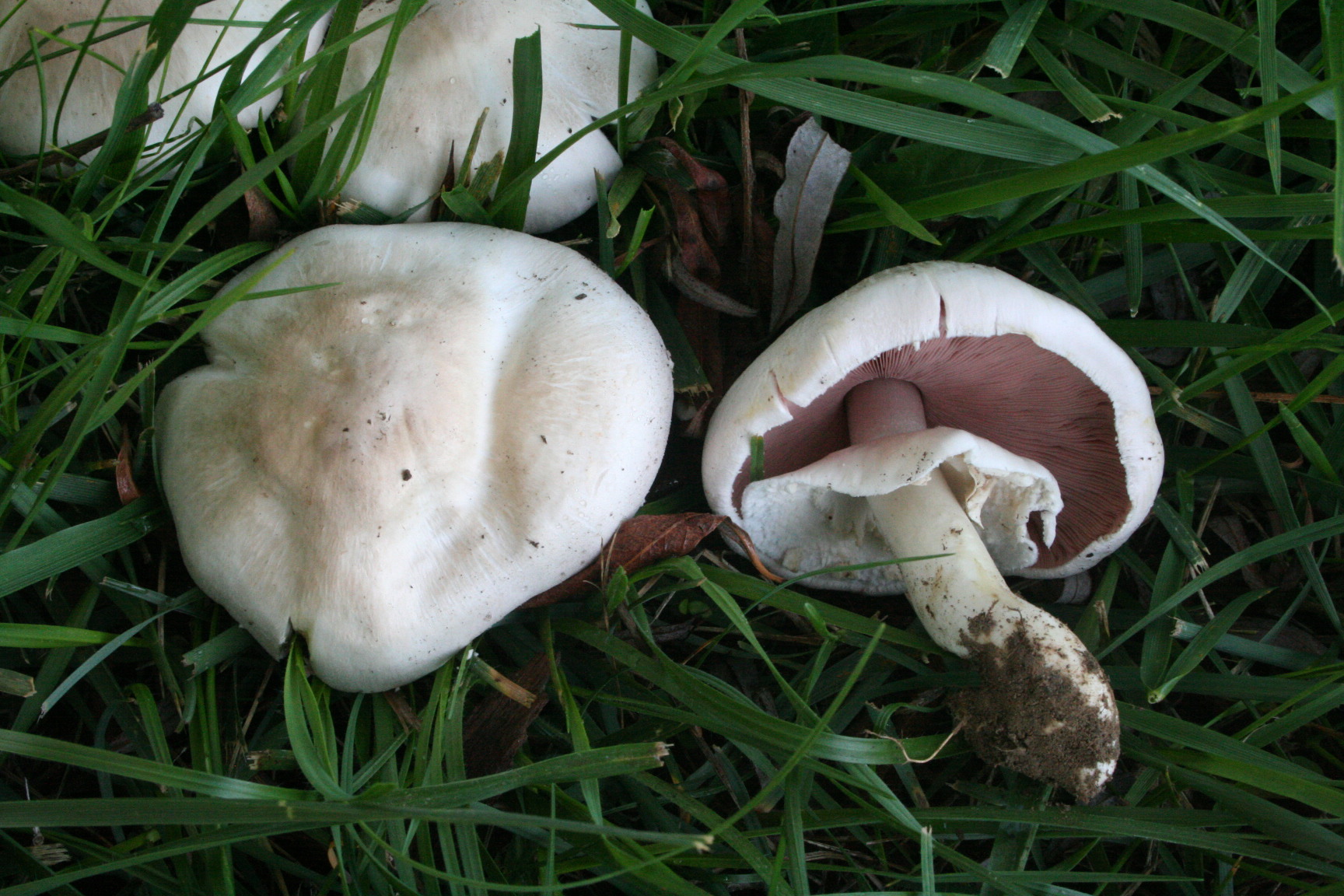
Agaricus pilatianus
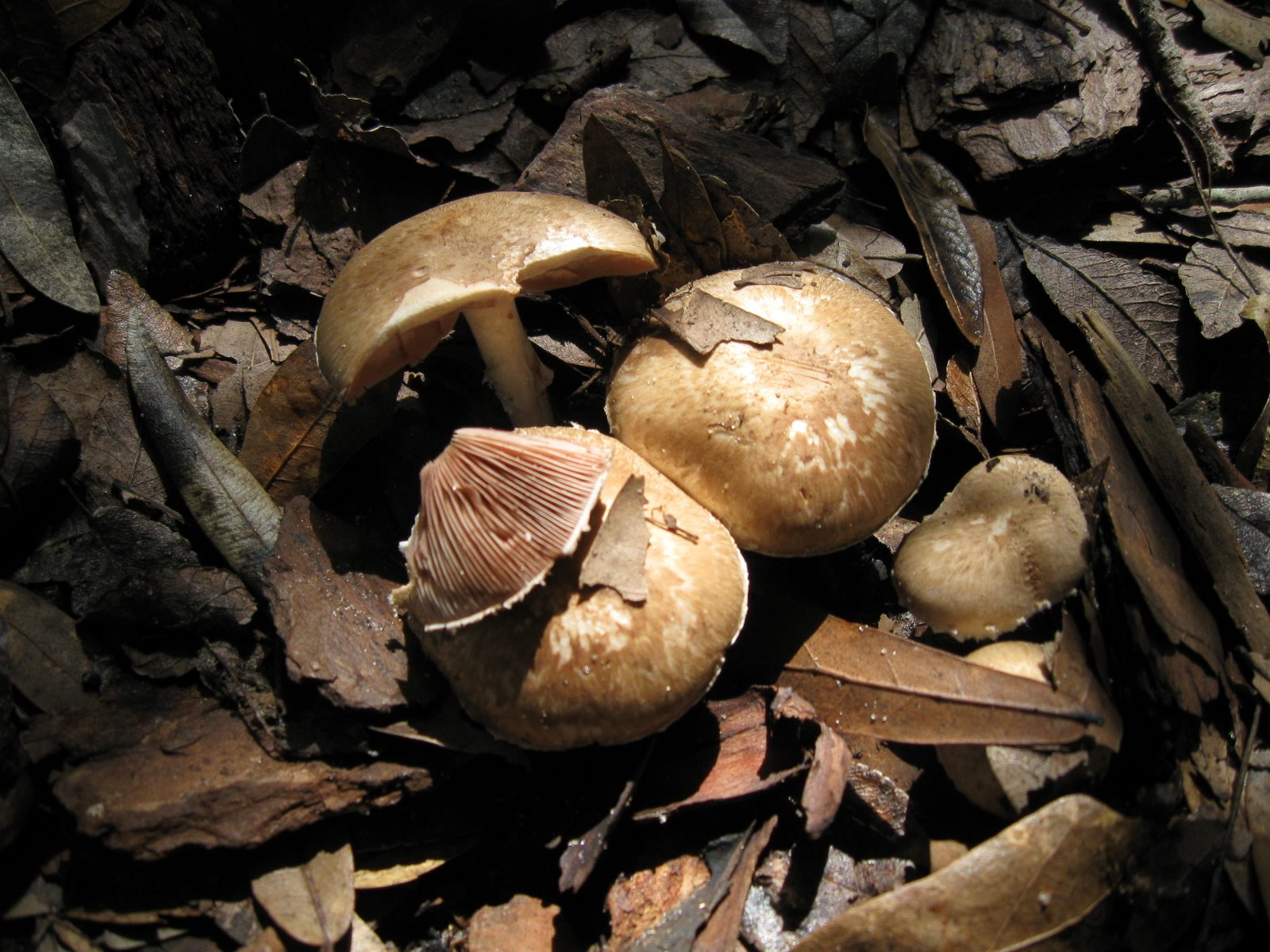
Agaricus semotus
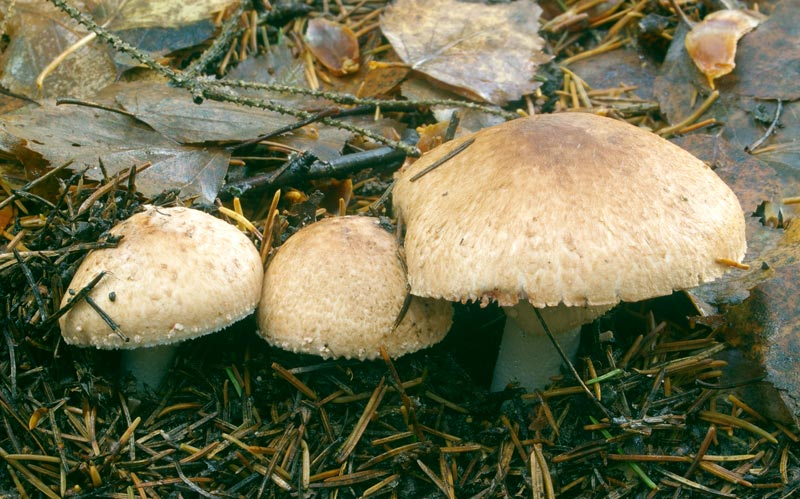
Agaricus silvaticus
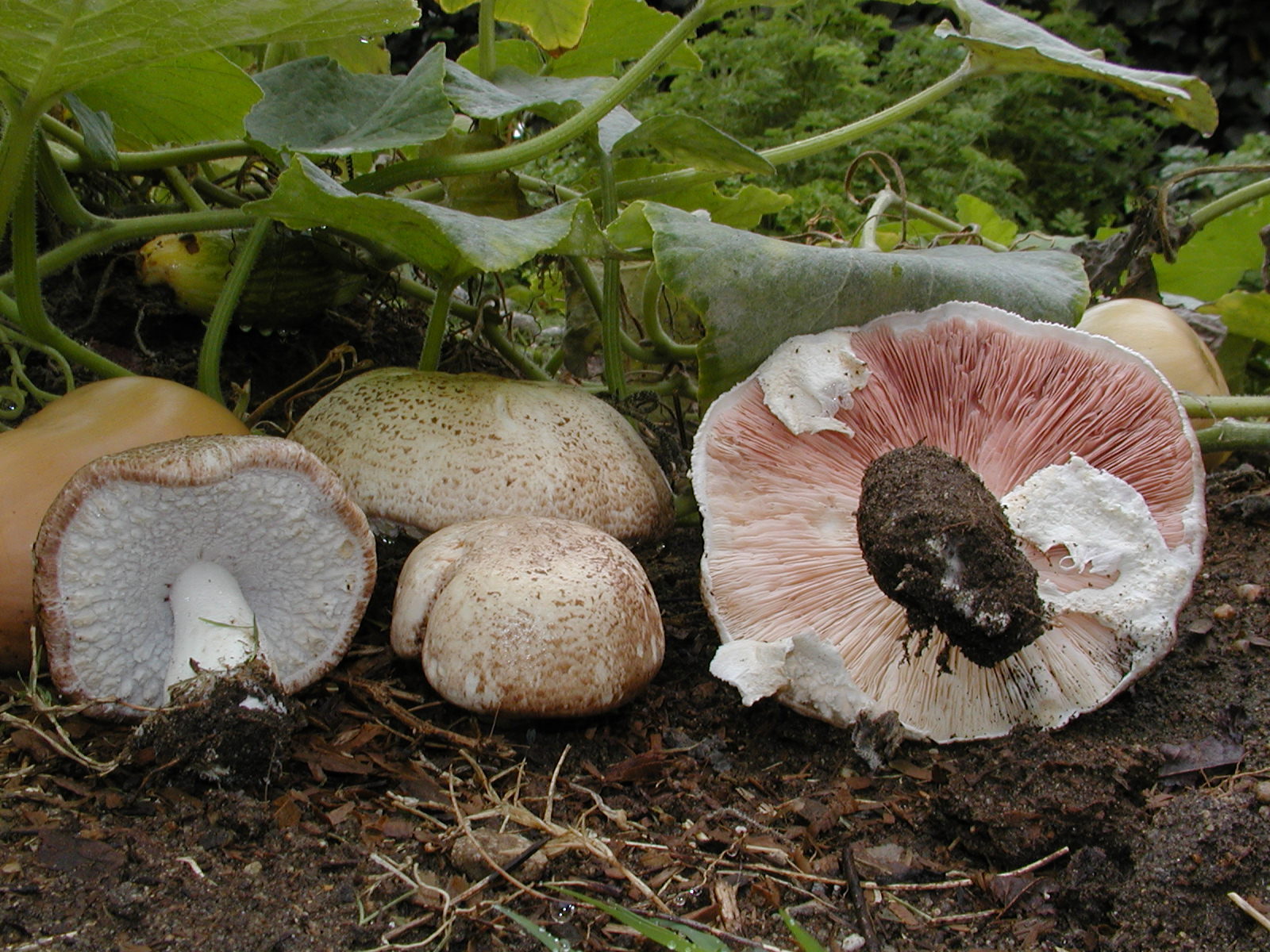
Agaricus subrufescens
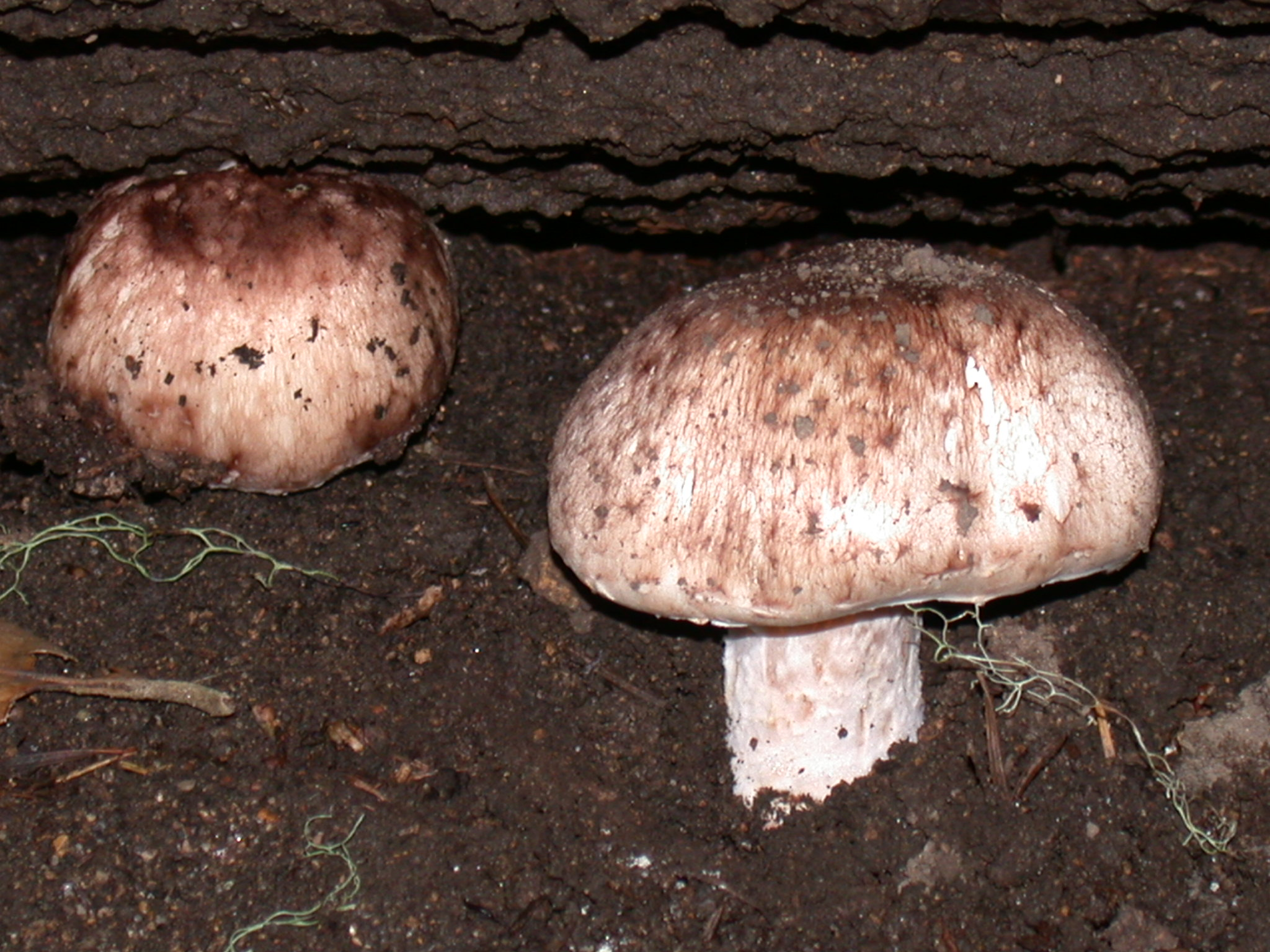
Agaricus subrutilescens
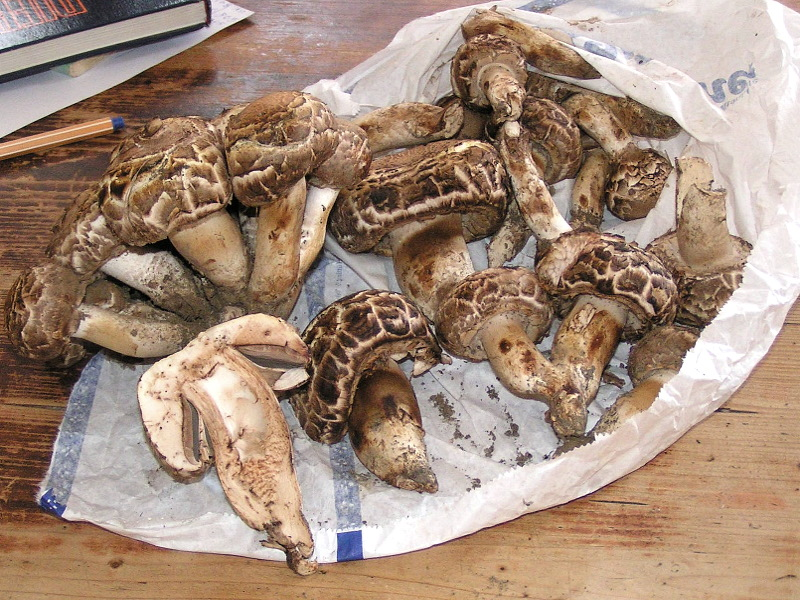
Agaricus vaporarius
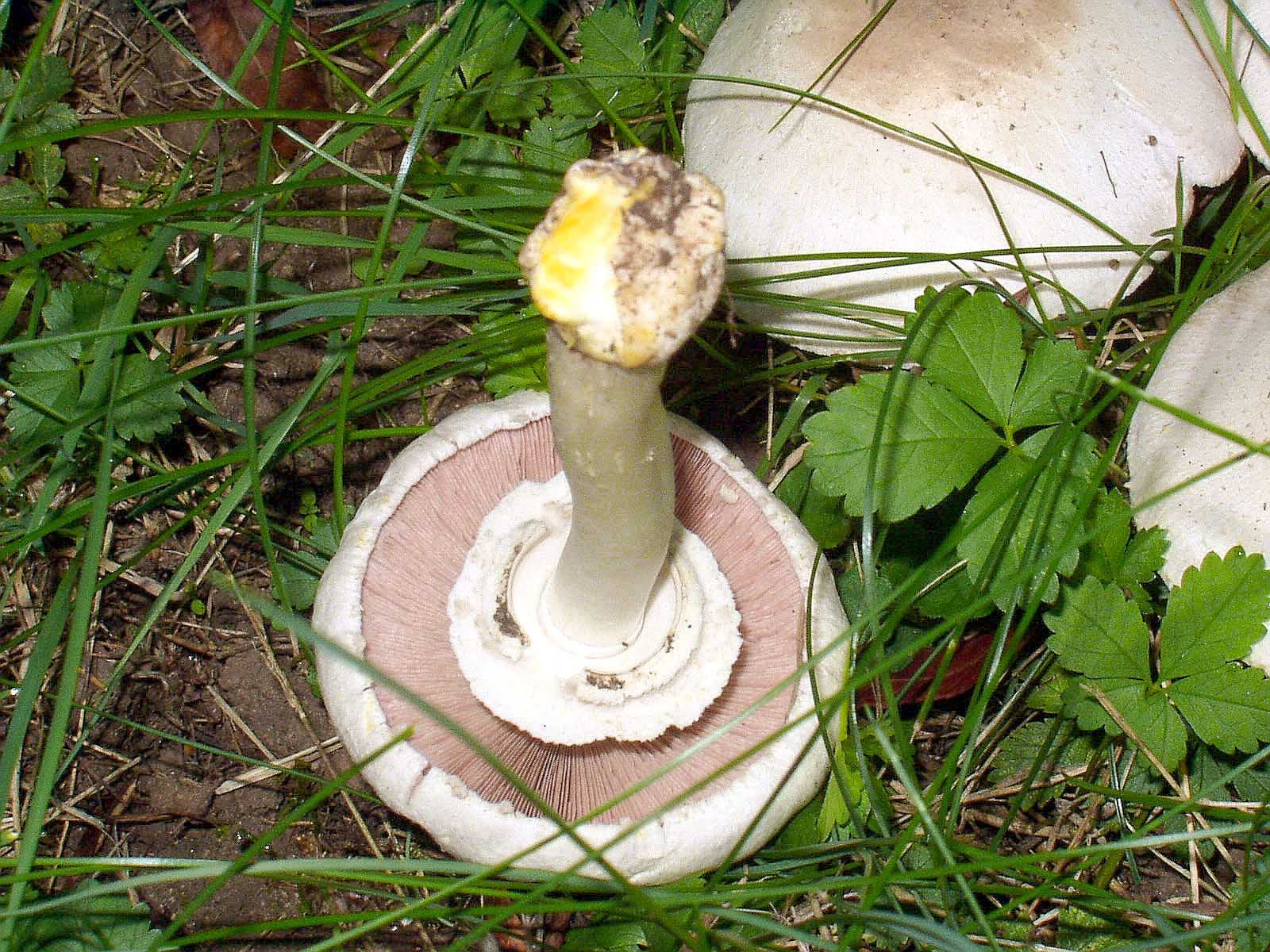
Agaricus xanthodermus
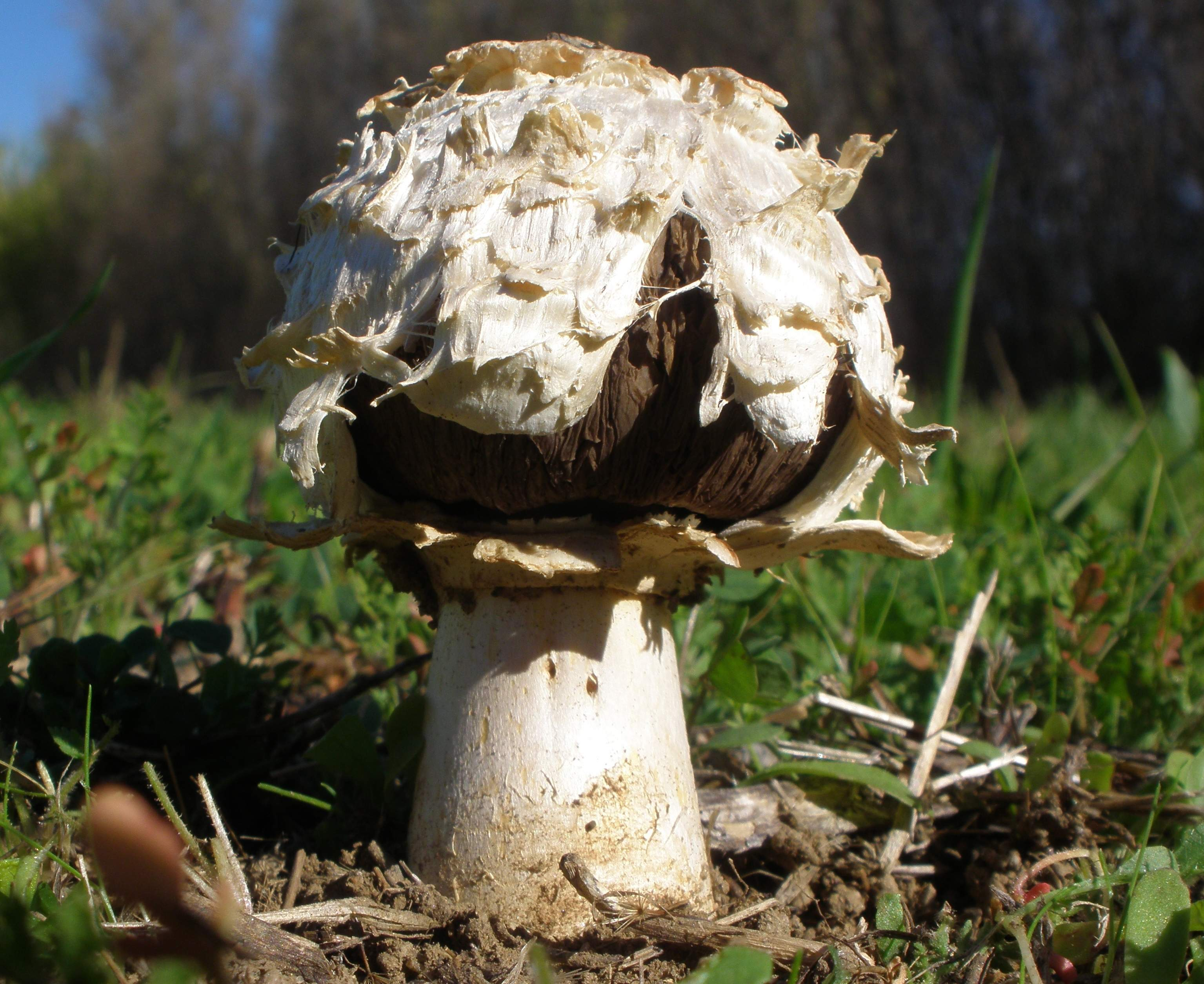
Agaricus deserticola